# Kickerlingsberg
Kickerlingsberg ist der Name einer Straße in der nördlichen Vorstadt von Leipzig.

## Verlauf
Der Kickerlingsberg verläuft mit leichten Biegungen über eine Länge von 820 Metern von Südost nach Nordwest vom Nordplatz bis zum Gohliser Schlösschen am Poetenweg. Die Straße bildet die Grenze zwischen den Ortsteilen Zentrum-Nordwest und Zentrum-Nord beziehungsweise Gohlis-Süd. Sie markiert die Kante des nach Südwesten zur Parthenaue hin abfallenden Geländes.

## Geschichte
Der in Deutschland einmalige Straßenname Kickerlingsberg geht auf einen alten Flurnamen zurück. In Grimms Wörterbuch werden Kickerlinge unter anderem als eine Art kleiner stechender Mücken oder Fliegen bezeichnet, sodass der Name aus der Nähe der Parthe (früher hier der Pleißemühlgraben) und der Erhebung des Geländes über die Aue plausibel erscheint.
Im 19. Jahrhundert war das Gelände militärischer Exerzierplatz, ab 1880 für das Sächsische 10. Infanterie-Regiment Nr. 134, das nördlich davon seine Kaserne hatte. Ferner lag hier das Pestalozzistift, eine Anstalt für schwer erziehbare Jungen.
Anfang des 20. Jahrhunderts wurde das Gelände parzelliert und für das wohlhabende Leipziger Bürgertum mit dem Bau eines Villenviertels begonnen, dessen Lage wegen der Nähe zu dem über den Pleißemühlgraben gelegenen Rosental sehr beliebt war. Während Nebenstraßen zum Teil mehrfach umbenannt wurden, behielt der Kickerlingsberg seit 1904 durchgehend seinen Namen.
Von 1926 bis zu seiner Zerstörung 1943 stand am südöstlichen Beginn des Kickerlingsberges das Leipziger Planetarium. Nach dem Einmarsch der Roten Armee 1945 wurde ein Großteil der Gebäude des Quartiers von der Sowjetischen Militäradministration für die Unterbringung von militärischen Stäben beschlagnahmt. Nach der Wende (1989/1990) wurden alle Häuser am Kickerlingsberg saniert.

## Bebauung

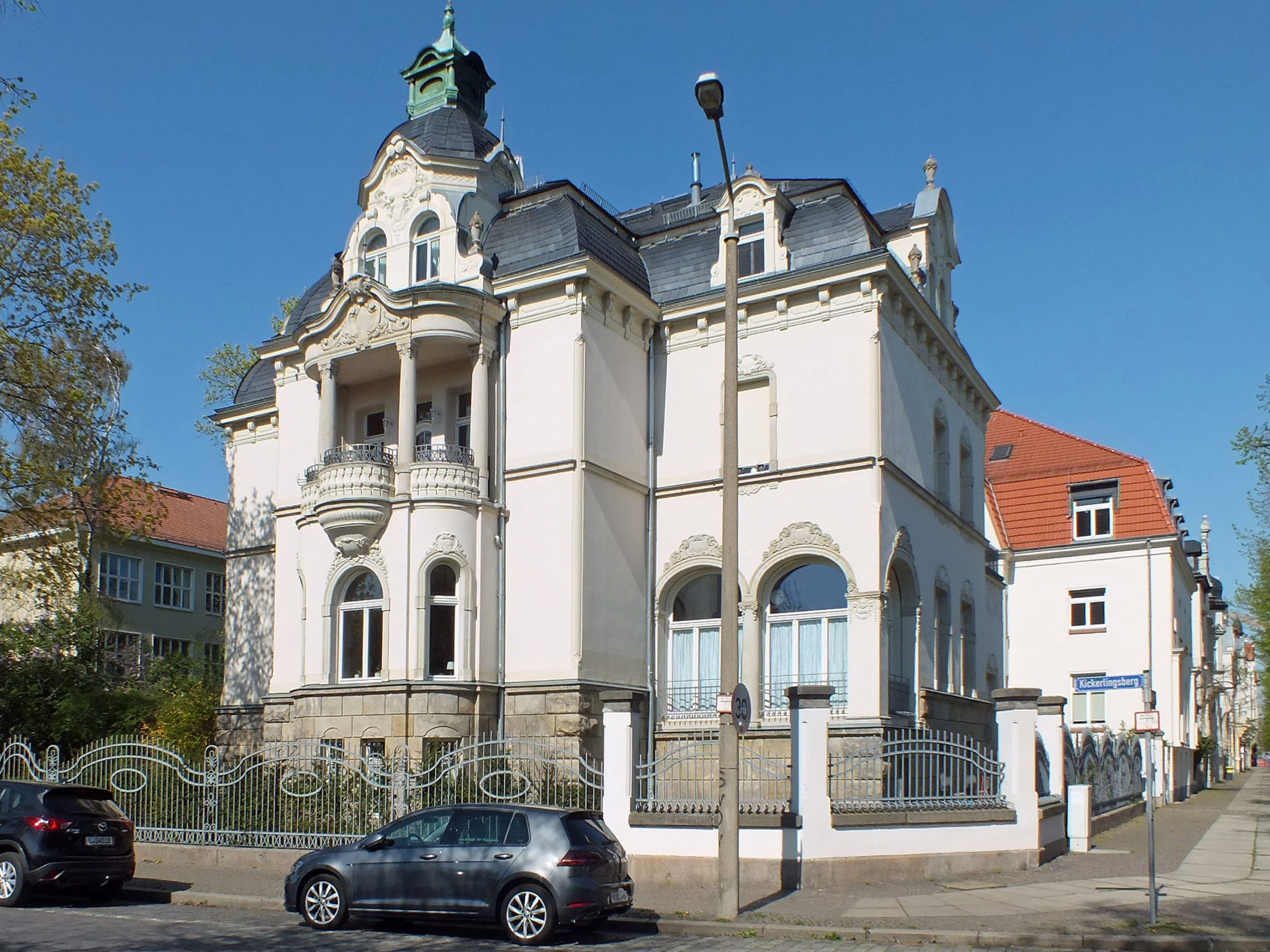
Villa Ecke Springerstraße
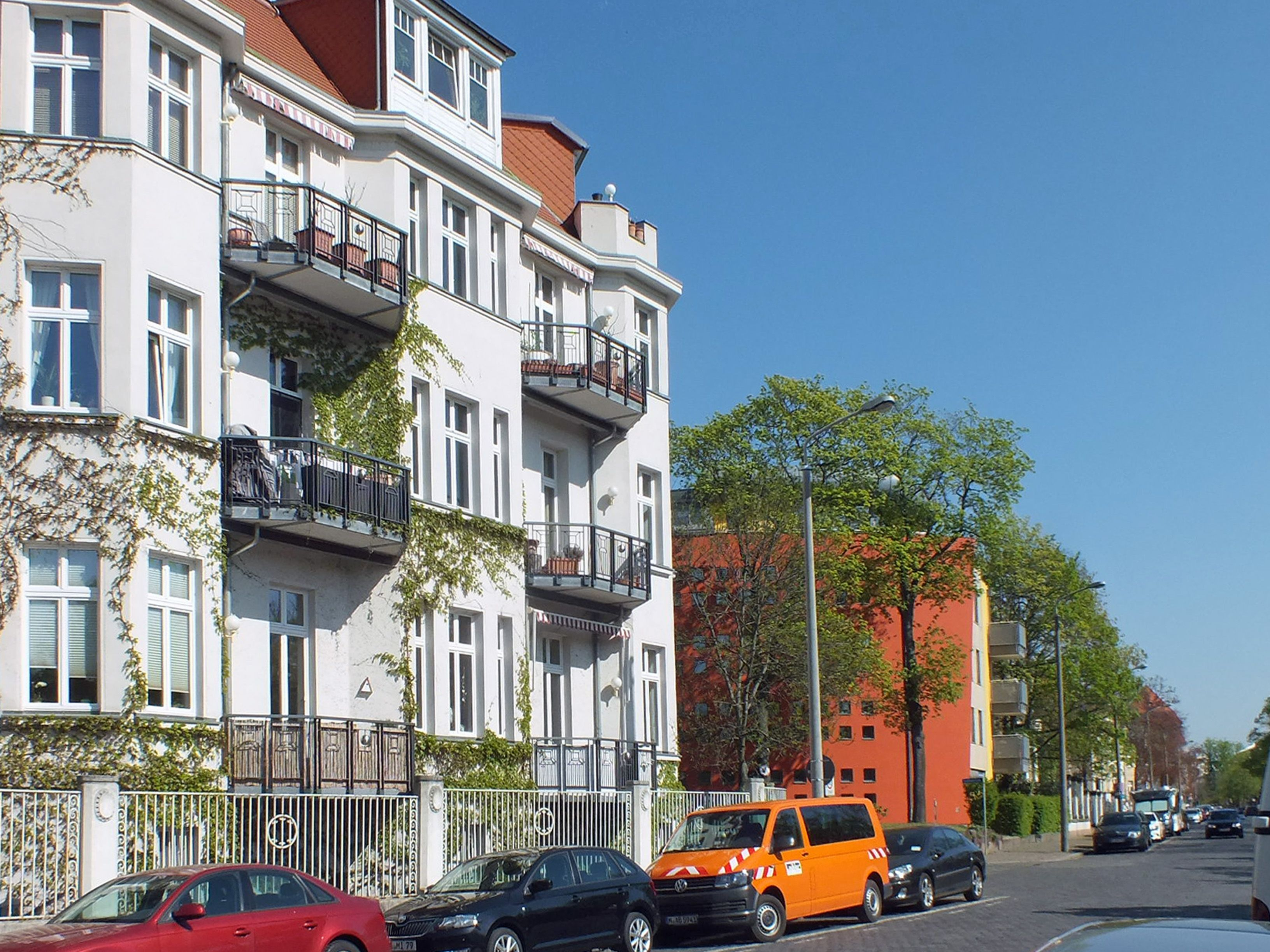
Alt und Neu Ecke Trufanowstraße

Vom Nordplatz bis zur Ehrensteinstraße ist die rechte Seite des Kickerlingsberges von Stadtvillen aus der Gründerzeit des Viertels bestanden, die sämtlich unter Denkmalschutz stehen. Einzige Ausnahme ist ein moderner Neubau an der Ecke Trufanowstraße. Anschließend folgt bis zur Prellerstraße eine kleine Grünanlage.
Linksseitig erstreckt sich vom Nordplatz bis zur Karl-Rothe-Straße das Gelände des Zoos, speziell die Elefantenanlage. Dann folgt bis zur Prellerstraße, tiefer gelegen, in dem Streifen bis zur Parthe der Kleingartenverein Nordvorstadt von 1880, der drittälteste in Leipzig. An seinem Anfang findet sich noch das alte, unter Denkmalschutz stehende Vereinshaus von 1898 mit vorkragendem Blendfachwerk im Obergeschoss. In einem Rondell gegenüber der Ehrensteinstraße, von dem zwei Treppen zu den Gärten führen, steht eine Rotbuche von 1900.